# Liste des conseillers généraux de la Somme de 2004 à 2008

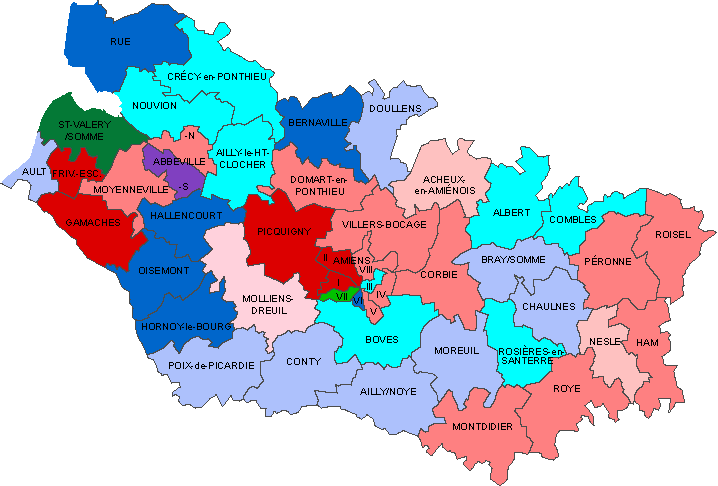
Cantons de la Somme après les élections de 2004

Cet article dresse la liste des 46 membres du Conseil général de la Somme élus lors de l'élection cantonale de 2004, ainsi que les changements intervenus en cours de mandature.

## Composition du conseil général de laSomme(46 sièges)

### Assemblée départementale en début de mandature
| Parti                               | Sigle | Sigle    | Élus | Groupe                    |
| ----------------------------------- | ----- | -------- | ---- | ------------------------- |
| Majorité (24 sièges)                |       |          |      |                           |
| Union pour la démocratie française  |       | UDF      | 8    | UDF                       |
| Union pour un mouvement populaire   |       | UMP      | 6    | UMP et apparentés         |
| Mouvement pour la France            |       | MPF      | 1    | UMP et apparentés         |
| Divers droite                       |       | DVD      | 1    | UMP et apparentés         |
| Divers droite                       |       | DVD      | 7    | En Somme pour tous        |
| Chasse, pêche, nature et traditions |       | CPNT     | 1    | En Somme pour tous        |
| Opposition (22 sièges)              |       |          |      |                           |
| Parti socialiste                    |       | PS       | 13   | Somme à Gauche            |
| Divers gauche                       |       | DVG      | 1    | Somme à Gauche            |
| Parti radical de gauche             |       | PRG      | 1    | Somme à Gauche            |
| Les Verts                           |       | VEC      | 1    | Somme à Gauche            |
| Parti communiste français           |       | PCF      | 5    | Communistes et apparentés |
| Divers gauche                       |       | App. PCF | 1    | Communistes et apparentés |
| Président du Conseil Général        |       |          |      |                           |
| Daniel Dubois (UDF)                 |       |          |      |                           |

### Assemblée départementale en fin de mandature
| Parti                             | Sigle | Sigle    | Élus | Groupe                    |
| --------------------------------- | ----- | -------- | ---- | ------------------------- |
| Majorité (24 sièges)              |       |          |      |                           |
| Nouveau Centre                    |       | NC       | 8    | UDF                       |
| Union pour un mouvement populaire |       | UMP      | 6    | UMP et apparentés         |
| Divers droite                     |       | DVD      | 2    | UMP et apparentés         |
| Divers droite                     |       | DVD      | 7    | En Somme pour tous        |
| Sans étiquette (ex-CPNT)          |       | SE       | 1    | En Somme pour tous        |
| Opposition (22 sièges)            |       |          |      |                           |
| Parti socialiste                  |       | PS       | 13   | Somme à Gauche            |
| Divers gauche                     |       | DVG      | 1    | Somme à Gauche            |
| Parti radical de gauche           |       | PRG      | 1    | Somme à Gauche            |
| Les Verts                         |       | VEC      | 1    | Somme à Gauche            |
| Communistes en Somme              |       | COM      | 3    | Communistes et apparentés |
| Parti communiste français         |       | PCF      | 2    | Communistes et apparentés |
| Divers gauche                     |       | App. PCF | 1    | Communistes et apparentés |
| Président du Conseil Général      |       |          |      |                           |
| Daniel Dubois (NC)                |       |          |      |                           |

## Liste des conseillers généraux de la Somme
| Canton                 | Conseillers         | Partis | Partis                  | Groupes                   |
| ---------------------- | ------------------- | ------ | ----------------------- | ------------------------- |
| Abbeville-Nord         | Gilbert Mathon      |        | PS                      | Somme à Gauche            |
| Abbeville-Sud          | Yves Butel          |        | DVD (MPF jusqu'en 2005) | Majorité départementale   |
| Acheux-en-Amiénois     | Jean-Paul Nigaut    |        | DVG                     | Somme à Gauche            |
| Ailly-le-Haut-Clocher  | Daniel Dubois       |        | NC (UDF jusqu'en 2007)  | Majorité départementale   |
| Ailly-sur-Noye         | Brigitte Lhomme     |        | DVD                     | Majorité départementale   |
| Albert                 | Fernand Demilly     |        | NC (UDF jusqu'en 2007)  | Majorité départementale   |
| Amiens-Ouest           | Claude Chaidron     |        | COM (PCF jusqu'en 2007) | Communistes et apparentés |
| Amiens-Nord-Ouest      | Gérald Maisse       |        | PCF                     | Communistes et apparentés |
| Amiens-Nord-Est        | Isabelle Griffoin   |        | NC (UDF jusqu'en 2007)  | Majorité départementale   |
| Amiens-Est             | Jean-Louis Piot     |        | PS                      | Somme à Gauche            |
| Amiens-Sud-Est         | Daniel Leroy        |        | PS                      | Somme à Gauche            |
| Amiens-Sud             | Hubert Henno        |        | UMP                     | Majorité départementale   |
| Amiens-Sud-Ouest       | Jean-Pierre Tétu    |        | Les Verts               | Somme à Gauche            |
| Amiens-Nord            | Francis Lec         |        | PS                      | Somme à Gauche            |
| Ault                   | Emmanuel Maquet     |        | UMP                     | Majorité départementale   |
| Bernaville             | Laurent Somon       |        | UMP                     | Majorité départementale   |
| Boves                  | Olivier Jardé       |        | NC (UDF jusqu'en 2007)  | Majorité départementale   |
| Bray-sur-Somme         | Daniel Lagache      |        | DVD                     | Majorité départementale   |
| Chaulnes               | Philippe Cheval     |        | DVD                     | Majorité départementale   |
| Comble                 | Dominique Camus     |        | NC (UDF jusqu'en 2007)  | Majorité départementale   |
| Conty                  | Guy Lacherez        |        | DVD                     | Majorité départementale   |
| Corbie                 | Isabelle Demaison   |        | PS                      | Somme à Gauche            |
| Crécy-en-Ponthieu      | Régis Lécuyer       |        | NC (UDF jusqu'en 2007)  | Majorité départementale   |
| Domart-en-Ponthieu     | Hilbert Temmermann  |        | PS                      | Somme à Gauche            |
| Doullens               | Christian Vlaeminck |        | DVD                     | Majorité départementale   |
| Friville-Escarbotin    | Thierry Vansevenant |        | COM (PCF jusqu'en 2007) | Communistes et apparentés |
| Gamaches               | Jacques Pecquery    |        | COM (PCF jusqu'en 2007) | Communistes et apparentés |
| Hallencourt            | Pierre Martin       |        | UMP                     | Majorité départementale   |
| Ham                    | Jean Boitel         |        | PS                      | Somme à Gauche            |
| Hornoy-le-Bourg        | Daniel Capon        |        | UMP                     | Majorité départementale   |
| Molliens-Dreuil        | Jean-Jacques Stoter |        | PRG                     | Somme à Gauche            |
| Montdidier             | Catherine Le Tyrant |        | PS                      | Somme à Gauche            |
| Moreuil                | Pierre Boulanger    |        | DVD                     | Majorité départementale   |
| Moyenneville           | Philippe Arcillon   |        | PS                      | Somme à Gauche            |
| Nesle                  | Paul Pilot          |        | App. PCF                | Communistes et apparentés |
| Nouvion                | Philippe Beauvisage |        | NC (UDF jusqu'en 2007)  | Majorité départementale   |
| Oisemont               | Jérôme Bignon       |        | UMP                     | Majorité départementale   |
| Péronne                | Pierre Linéatte     |        | PS                      | Somme à Gauche            |
| Picquigny              | René Lognon         |        | PCF                     | Communistes et apparentés |
| Poix-de-Picardie       | Pierre Daniel       |        | DVD                     | Majorité départementale   |
| Roisel                 | Michel Boulogne     |        | PS                      | Somme à Gauche            |
| Rosières-en-Santerre   | José Sueur          |        | NC (UDF jusqu'en 2007)  | Majorité départementale   |
| Roye                   | Christine Lefèbvre  |        | PS                      | Somme à Gauche            |
| Rue                    | Jean-Louis Wadoux   |        | UMP                     | Majorité départementale   |
| Saint-Valery-sur-Somme | Nicolas Lottin      |        | SE (CPNT jusqu'en 2007) | Majorité départementale   |
| Villers-Bocage         | Christian Manable   |        | PS                      | Somme à Gauche            |

Noms en gras : élus lors des élections cantonales de 2004

## Exécutif
| Titulaire | Titulaire           | Fonction           | Compétences                                     |
| --------- | ------------------- | ------------------ | ----------------------------------------------- |
|           | Daniel Dubois       | Président          |                                                 |
|           | Jérôme Bignon       | 1er Vice-président | Développement durable et environnement          |
|           | Pierre Martin       | 2e Vice-président  | Education, sports et loisirs                    |
|           | Pierre Daniel       | 3e Vice-président  | Infrastructures, transports, sécurité           |
|           | Hubert Henno        | 4e Vice-président  | Relations internationales                       |
|           | Christian Vlaeminck | 5e Vice-président  | Finances                                        |
|           | Philippe Beauvisage | 6e Vice-président  | Développement économique, agriculture et emploi |
|           | Philippe Cheval     | 7e Vice-président  | Développement culturel                          |
|           | Isabelle Griffoin   | 8e Vice-présidente | Famille, autonomie et solidarités               |
|           | Daniel Capon        | 9e Vice-président  | Insertion et retour à l’activité                |
|           | Regis Lécuyer       | 10e Vice-président | Aménagement rural                               |
|           | Nicolas Lottin      | 11e Vice-président | Commerce, artisanat et traditions               |
|           | Guy Lacherez        | 12e Vice-président | Patrimoine départemental et habitat             |
|           | Yves Butel          | 13e Vice-président | Tourisme                                        |